# Koto (Kleidung)

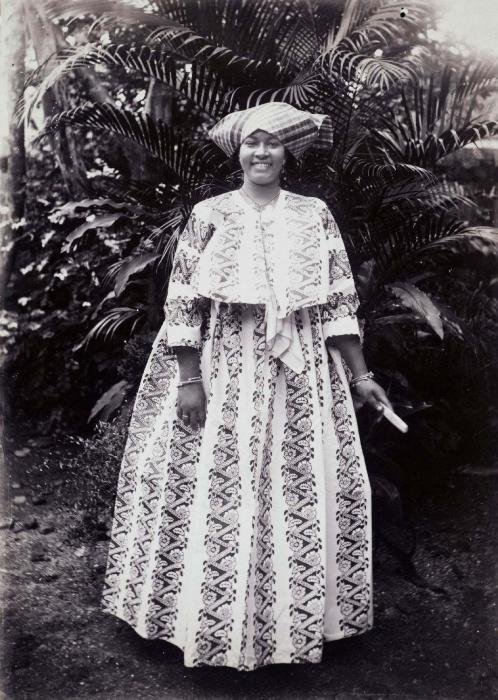
Dame aus Suriname in traditioneller Koto-Tracht

Koto ist eine traditionelle kreolische Tracht (Kleidung) in Suriname. Frauen mit diesem Kleidungsstück werden Kotomisi genannt. 
Die hauptsächlich aus Westafrika nach Suriname verschleppten Sklavinnen trugen ursprünglich auf den Plantagen  lediglich ein Lendentuch (pangi) und ein Kopftuch (angisa). Das pangi wird heute noch vor allem von den Marron-Frauen getragen und auch besonders farbig und reich mit Stickereien verziert an Touristen verkauft.
In der Stadt hat sich unter den Sklavinnen eine komplexere Kleidung entwickelt, die wahrscheinlich auch durch die weißen Frauen beeinflusst wurde. Diese Tracht besteht aus einem gestärkten Rock (koto), der von den Füßen bis unter die Achseln reicht. Ein Tuch oder Band wird um die Taille gebunden und die überflüssige Länge wird zu einer Falte (kotobere) gezogen, die auch als Tasche dient und die Hüfte betont. Unter dem Rock werden zwei Unterröcke getragen. Bei der Festkleidung wird der Rock mit Hilfe einer gefüllten Rolle gebunden, die ihn extra weit ausfallen lässt. Die Tracht besteht weiter aus einem weißen Baumwollhemd mit offenem Hals, dem empi, das bei festlichen Gelegenheiten auch mit Stickereien verziert ist. Anstelle des Hemdes wird auch eine gestärkte Jacke (jaki) getragen, die wie ein großer Zirkel zugeschnitten ist. Am Hals ist sie ausgeschnitten und hat halblange Ärmel. Am Rückenteil hängen zwei weiße Bänder, manchmal auch Harmonika förmig gefaltet. Oft wird hierüber noch ein farbiges Umhängetuch getragen, das breit ausfallend über eine Schulter gelegt wird. Das Kostüm wird durch ein ebenfalls gestärktes Kopftuch (angisa) komplettiert. Häufig sind Rock, Jacke und Kopftuch aus dem gleichen Stoff geschneidert, diese Tracht wird in Sranantongo auch heri stel genannt. 
Diese Tracht wird noch stets zu besonderen Anlässen  getragen. Es bestehen Koto’s in etwas abgewandelter Form und Farbe für Geburtstage, Heirat, Trauer (ganz in Weiß) und die Arbeit (meist in Blau). Das Kopftuch ist bei der Tracht von besonderer Bedeutung. Die Faltform übermittelt eine Botschaft. Das Falten ist eine besondere Kunst die noch immer gelehrt wird. Auch die spezielle Art ein Koto zu tragen kann eine Botschaft ausdrücken.
Die Tracht wird bis heute in Form und Farben modisch weiterentwickelt und auch gerne durch Afro-Surinamerinnen bei Tanzfesten (koto-dansi) getragen. 